# سيندي بلاكمان سانتانا
سيندي بلاكمان سانتانا (بالإنجليزية: Cindy Blackman) هي عازفة الجاز أمريكية، ولدت في 18 نوفمبر 1959 في يلو سبرينغز في الولايات المتحدة.

## وصلات خارجية
- الموقع الرسمي
- سيندي بلاكمان سانتانا على موقع IMDb (الإنجليزية)
- سيندي بلاكمان سانتانا على موقع ميوزك برينز (الإنجليزية)
- سيندي بلاكمان سانتانا على موقع أول ميوزيك (الإنجليزية)
- سيندي بلاكمان سانتانا على موقع ديسكوغز (الإنجليزية)
- سيندي بلاكمان سانتانا على موقع قاعدة بيانات الفيلم (الإنجليزية)